# Marc Hottiger
Marc Hottiger (Lausana, Suiza, 7 de noviembre de 1967) es un ex-futbolista suizo, se desempeñaba como defensa o lateral, siendo un jugador muy polivalente.

## Clubes
| Club               | País       | Año         | Partidos | Goles |
| FC Lausanne Sports | Suiza      | 1988 - 1992 | 123      | 5     |
| FC Sion            | Suiza      | 1992 - 1994 | 67       | 13    |
| Newcastle United   | Inglaterra | 1994 - 1996 | 39       | 1     |
| Everton FC         | Inglaterra | 1996 - 1997 | 17       | 1     |
| FC Lausanne Sports | Suiza      | 1997 - 1999 | 45       | 1     |
| FC Sion            | Suiza      | 1999 - 2002 | 82       | 1     |